# Saïx
Saïx is een gemeente in het Franse departement Tarn (regio Occitanie) en telt 3277 inwoners (1999). De plaats maakt deel uit van het arrondissement Castres.

## Geografie
De oppervlakte van Saïx bedraagt 13,8 km², de bevolkingsdichtheid is 237,5 inwoners per km².

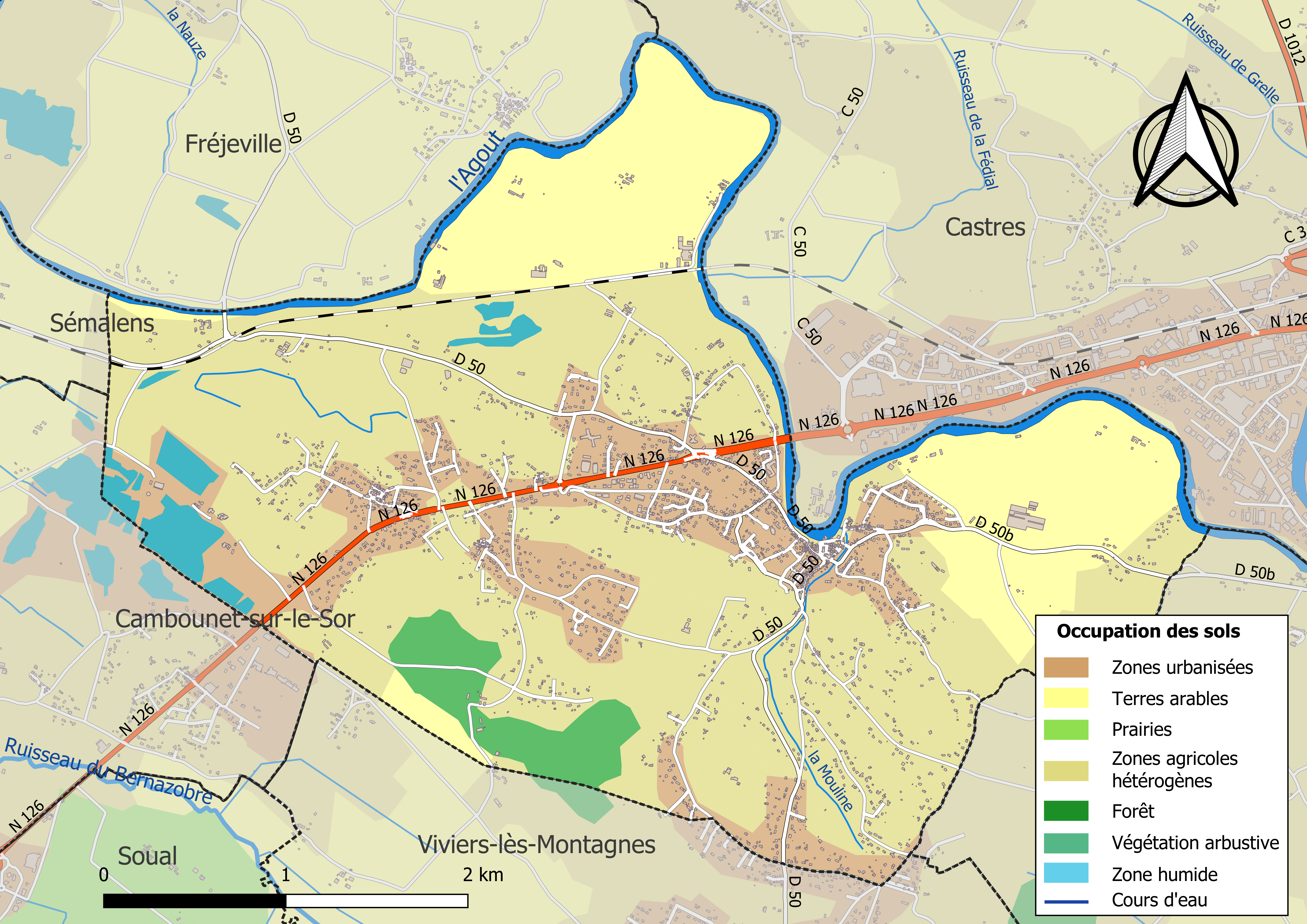
Kaart van de gemeente met de belangrijkste infrastructuur, bodemgebruik en omliggende gemeenten

## Demografie
Onderstaande figuur toont het verloop van het inwonertal (bron: INSEE-tellingen).